# Rödpannad gulhämpling
Rödpannad gulhämpling (Serinus pusillus) är en liten, bergslevande asiatisk fågel i familjen finkar inom ordningen tättingar.

## Kännetecken

### Utseende
Den rödpannade gulhämplingen är med en kroppslängd på 11,5-12,5 centimeter lika liten som sin släkting gulhämplingen (Serinus serinus) men är i sin adulta dräkt helt ogenomkännlig med det svarta huvudet och den lysande röda pannan. I övrigt ger den ett mörkt intryck genom att vara kraftigt streckad i svart och med en svart kort knubbig näbb. Övergumpen är dock beigegul. Könen är i princip lika, men honan ofta mindre svart och har streckad övergump. Ungfågeln är huvudsakligen kanelbrun.

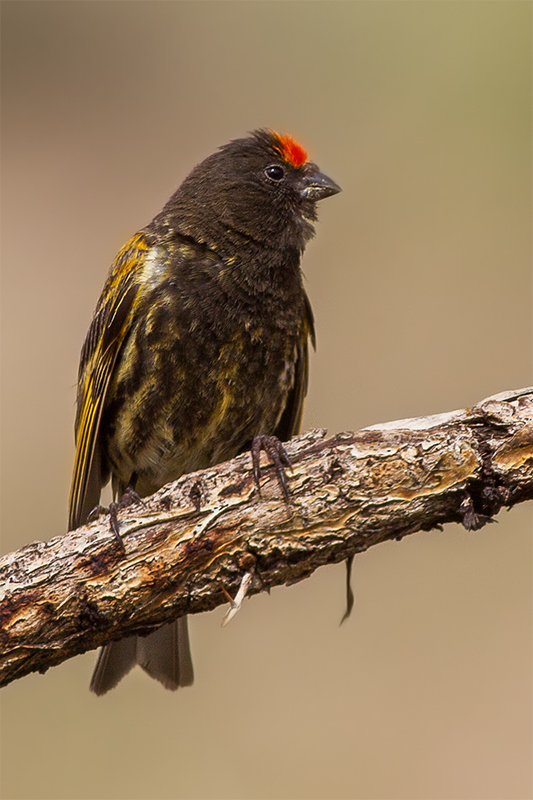
I Ladakh, Indien.
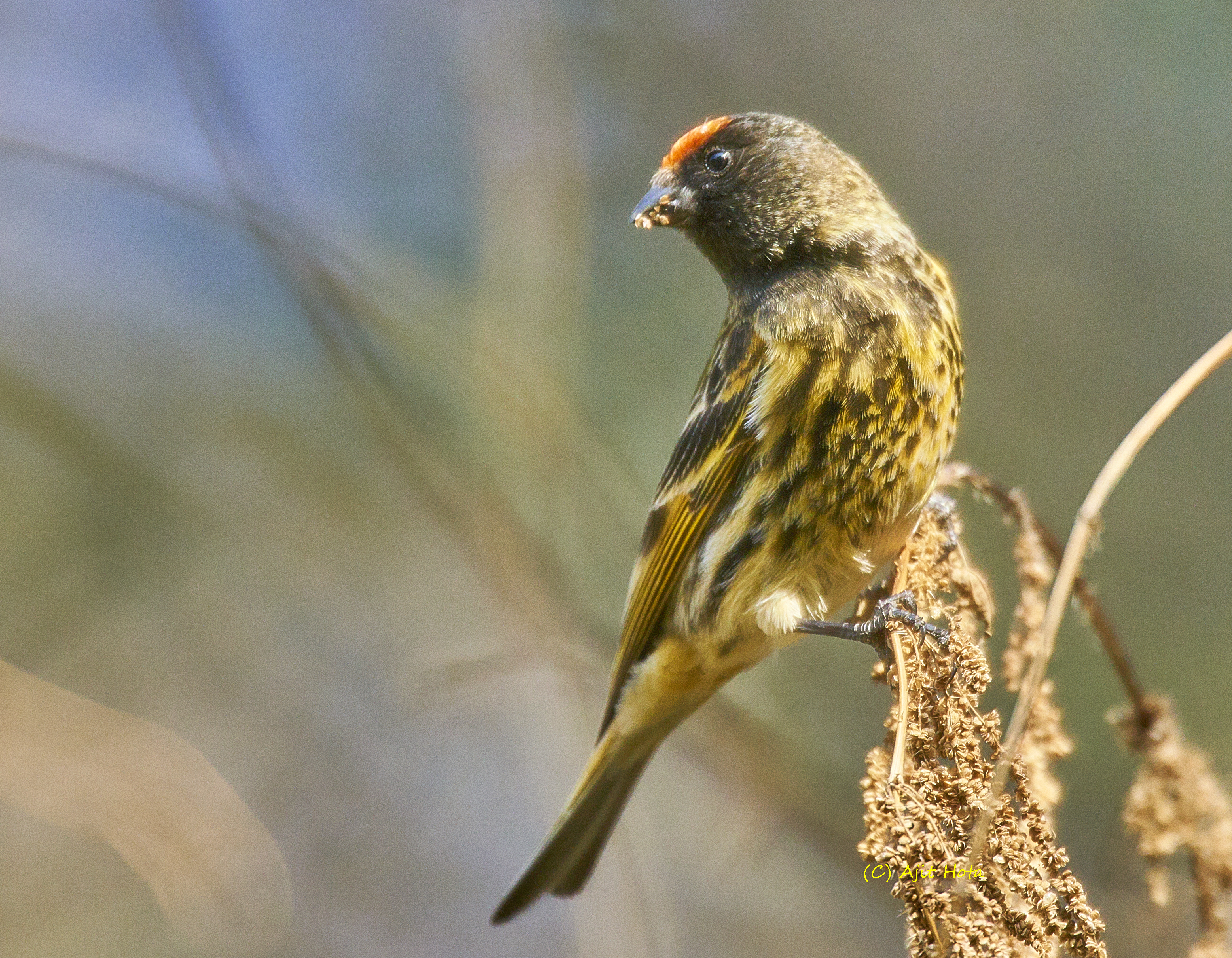
I Uttarakhand, Indien.

### Läten
Fågeln lockar med en puttrig, munter, kvittrig och näpen drill. Sången är frenetiskt kvittrande, som en snabb version av sången hos steglits.

## Utbredning
Arten förekommer i bergstrakter från Mindre Asien till västra Kina, i mer detalj från Turkiet till södra Kaukasus, norra Irak och Iran samt från södra Turkmenistan österut till sydöstra Kazakstan och västra Kina (nordvästra och västra Xinjiang, sydvästra Xizang) och söderut till Afghanistan och norra Indiska subkontinenten. Utanför häckningstid ses den även söderut till Libanon, norra Israel och sydvästra Syrien.
Den har även påträffats tillfälligt i Grekland, Bulgarien, Jordanien, Egypten samt på Cypern.

## Systematik
Genetiska studier visar att rödpannad gulhämpling är närmast släkt med levantsiskan (S. syriacus). Den behandlas som monotypisk, det vill säga att den inte delas in i några underarter.

## Levnadssätt
Rödpannad gulhämpling är en social och oftast oskygg men rastlös fågel. Den häckar i bergsskogar bestående av björk, tall, en, gran, lärk och pil, gärna i skogskanter. Den påträffas även i områden med ensnår och berberisbuskar på öppna bergssluttningar och över trädgränsen, liksom i områden med rhododendron samt kring alpängar, raviner och branter. Den häckar från april till augusti och lägger tre till fem ägg i ett prydligt skålformat bo i en klippskreva, lågt i en buske eller högre upp i en trädklyka.

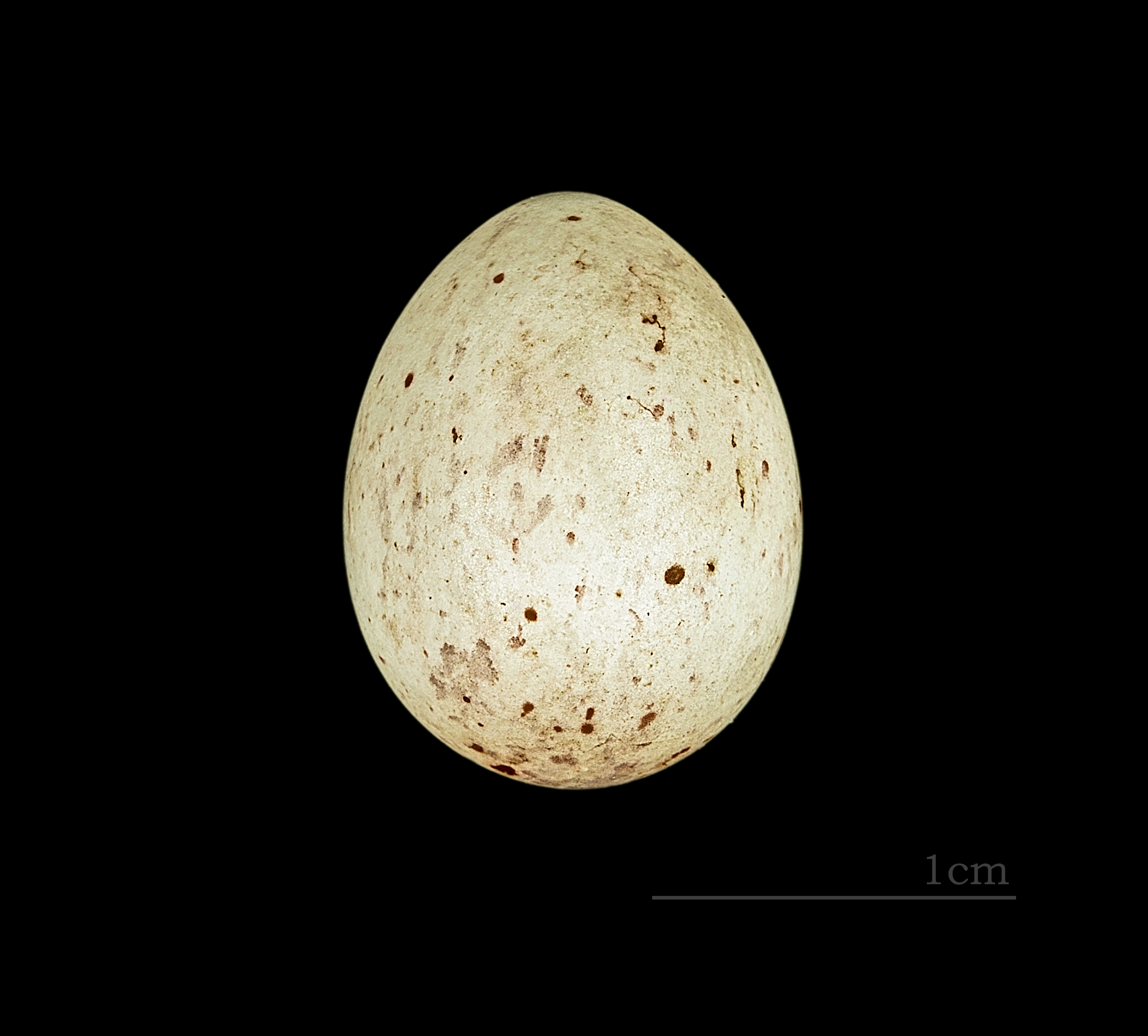
Rödpannade gulhämplingens ägg.

Utanför häckningstid är rödpannad gulhämpling i huvudsak stannfågel eller flyttar i höjdled. Den ses då i liknande miljöer som under häckningen, men även trädgårdar och fruktträdgårdar nära bebyggelse eller jordbruksområden. Den livnär sig främst av frön, frukt, växtmaterial och ibland småinsekter.

## Status
Arten har ett stort utbredningsområde och internationella naturvårdsunionen IUCN kategoriserar arten som livskraftig. Beståndsutvecklingen är dock oklar. Världspopulationen uppskattas till mellan knappt sex miljoner och 19,2 mljoner häckande individer.